# Molécula mesónica
Una molécula mesónica es un conjunto de dos o más mesones unidos entre sí por la interacción nuclear fuerte. A diferencia de las moléculas bariónicas, que forman los núcleos de todos los elementos en la naturaleza salvo los del Hidrógeno-1, una molécula mesonica aún no se ha observado definitivamente.
La partícula X(3872) descubierta en 2003, y la Z(4430) descubierta en 2007 por el Experimento de Belle son las mejores candidatas para este tipo de observaciones.